# Amber Lancaster
Amber Leigh Lancaster (Tacoma, 19 settembre 1980) è una modella e attrice statunitense.

## Biografia
Nata e cresciuta a Tacoma, nello Stato di Washington, dall'età di sei anni inizia a frequentare corsi di danza, e nel 1998 vince il titolo di Miss Washington Teen USA, e in seguito ha lavorato per cinque stagioni come cheerleader nelle Sea Gals, il gruppo della squadra di football americano Seattle Seahawks.
Si è trasferita a Los Angeles per continuare la sua carriera di ballerina e attrice. Nel 2003 è stata una dei concorrenti del reality show di breve durata Are You Hot?: The Search for America's Sexiest People ed è apparsa nel video musicale della canzone The Real Thing di Bo Bice. Nel 2008 ha lavorato come modella per lo show televisivo The Price is Right ed è apparsa come guest star nella serie TV Entourage.
Tra il 2010 e il 2011 è stata nel cast fisso della serie televisiva Hard Times - Tempi duri per RJ Berger, interpretando il ruolo di Jenny Swanson.

## Filmografia
- Redline, regia di Andy Cheng (2007)
- Il tempo della nostra vita (Days of Our Lives) – serial TV, 1 puntata (2007)
- My Own Worst Enemy – serie TV, episodio 1x01 (2008)
- Entourage – serie TV, episodio 6x11 (2009)
- Community – serie TV, episodio 2x03 (2010)
- Hard Times - Tempi duri per RJ Berger (The Hard Times of RJ Berger) – serie TV, 24 episodi (2010-2011)
- Beautiful (The Bold and the Beautiful) – serial TV, 2 puntate (2011)
- CSI: Miami – serie TV, episodio 10x05 (2011)

## Doppiatrici italiane
Nelle versioni in italiano delle opere in cui ha recitato, Amber Lancaster è stata doppiata da:
- Francesca Manicone in Hard Times - Tempi duri per RJ Berger